# Thelyphonus pococki
Thelyphonus pococki är en spindeldjursart som beskrevs av Tarnani 1900. Thelyphonus pococki ingår i släktet Thelyphonus och familjen Thelyphonidae. Inga underarter finns listade i Catalogue of Life.